# Кваша, Игорь Владимирович
И́горь Влади́мирович Кваша́ (4 февраля 1933, Москва, СССР — 30 августа 2012, Москва, Россия) — советский и российский актёр и режиссёр театра и кино, теле- и радиоведущий; народный артист РСФСР (1978). Один из актёров-организаторов Московского театра «Современник».

## Биография
Игорь Кваша родился 4 февраля 1933 года в Москве, в еврейской семье. Школа, где учился Кваша, находилась на Арбате — сначала в Плотниковом, а потом в Дурновском переулке. В те годы практиковалось раздельное обучение, и Игорь Владимирович любил вспоминать, как они с мальчишками хулиганили: устраивали драки, взрывали патроны. Он учился нормально до 7-го класса. Потом стал заниматься в театральной студии и школу забросил: прогуливал уроки, «выплывал» за счёт шпаргалок и подсказок. Увлечение театром началось ещё в детском саду, в Сибири, в городе Ленинск-Кузнецкий, куда его семью эвакуировали из Москвы в 1941 году. Кваша уехал туда вместе с мамой, которая продолжала работать. Юный актёр сыграл главную роль в постановке сказки «Морозко». Этот спектакль играли при аншлаге в городском театре и в госпитале перед ранеными. Уже спустя годы, учась в школе, Кваша читал стихи на школьных вечерах, а потом пошёл в городской Дом пионеров на улице Стопани. Там была театральная студия, из которой вышло очень много известных людей — Ролан Быков, Владимир Андреев, Виктор Соколов, Борис Рыцарев, Лев Круглый.
В 1955 году окончил Школу-студию МХАТ (курс А. М. Карева). 
С 1955 по 1957 год — актёр МХАТ СССР имени М. Горького.
С 1957 по 2012 год — актёр московского театра «Современник».
На радио Кваше предлагали хорошие материалы, он имел возможность выбрать произведения по душе. Любимый автор актёра — Пушкин, в частности, он читал отрывки из «Пиковой дамы». Ещё исполнял такие произведения, как «Облако в штанах» Маяковского, «Двенадцать» Блока, многое из Лермонтова, Некрасова, Мопассана. Известен цикл радиопередач, сделанных Игорем Квашой — чтение романов «Белая гвардия» М. Булгакова и «Доктор Живаго» Б. Пастернака.
Стал широко популярен после исполнения роли бургомистра в телефильме «Тот самый Мюнхгаузен» (1979).
В начале 1990-х годов приглашался в жюри Высшей лиги КВН.
С 13 июня 1998 по 28 апреля 2012 года вёл телепередачу «Ищу тебя» (через несколько лет переименованную в «Жди меня») на РТР, с 1999 года — на «Первом канале».
В 2007 году была издана книга Кваши под названием «Точка возврата», в которой он подробно вспоминает о детстве и юности.
В 2008 году вёл передачу «Невероятные истории про жизнь» на «Первом канале».

## Смерть
Скончался на 80-м году жизни 30 августа 2012 года в Москве от лёгочного сердца, вызванного гнойным бронхитом на фоне хронической обструктивной болезни лёгких.
Прощание с актёром прошло на основной сцене театра «Современник» 4 сентября. Похоронен в Москве на Троекуровском кладбище.

## Общественная позиция
Весной 2001 года выступал в поддержку журналистского коллектива телеканала НТВ и с критикой действий президента Путина.
В октябре 2008 года подписал открытое письмо-обращение в защиту и поддержку освобождения юриста нефтяной компании ЮКОС Светланы Бахминой.
В декабре 2011 года выступил с критикой Дмитрия Медведева, Владимира Путина и «Единой России», призвав выйти 24 декабря на митинг протеста против фальсификаций на выборах 4 декабря.
В июне 2012 года, незадолго до кончины, вместе с рядом других российских деятелей культуры, подписал открытое письмо в защиту панк-группы Pussy Riot.

## Семья
В зрелости Игорь Кваша начал интересоваться своими корнями.
Дед — Эль Меерович Кваша (1856—?), скупщик зерна, в списках выборщиков в Государственную Думу от Киевской губернии упоминается как зажиточный мещанин местечка Покотилово с состоянием в 800 рублей. Бабушка — Ита Лейбовна Кваша (1860—?).
Отец — Владимир Ильич (Вольф Эльевич) Кваша (1897—1942), доктор химических наук, доцент, заведующий кафедрой МХТИ имени Д. И. Менделеева. Родом из местечка Покотилово Уманского уезда Киевской губернии, выпускник Харьковского технологического института по специальности «Технологии пищевых веществ» (1926), после стажировки на Краснопресненском сахарорафинадном заводе работал инженером-химиком на Тульском государственном рафинадном заводе. Долгие годы считался погибшим на фронте под Ленинградом. Согласно официальным данным Центрального Архива Министерства Обороны РФ, дивизионный интендант 305-й стрелковой дивизии, военинженер 2-го ранга В. И. Кваша попал в окружение и пропал без вести в июне 1942 года под деревней Кересть Новгородской области (в то время Ленинградская область). Много позднее стало известно, что он попал в плен и был расстрелян немцами.
Мать — Дора Захаровна Кваша, сурдопедагог и дефектолог, выпускница Московского медико-педологического института Наркомздрава СССР.
Первая жена — Светлана Николаевна Мизери (1933—2021), актриса, народная артистка РСФСР (1980).
Вторая жена (1956—2012) — Татьяна Семёновна Путиевская (1935—2015), врач-рентгенолог, кандидат медицинских наук (1974), сестра режиссёра Петра Штейна, дочь художника кино и театра Семёна Манделя и падчерица писателя Александра Штейна. Похоронена рядом с мужем в Москве на Троекуровском кладбище.
- Сын — Владимир Игоревич Кваша (род. 1957), работал врачом-урологом, бизнесмен[25], увлекается реставрацией машин[29]. Невестка - Наташа. Проживает с семьёй в Переделкино[30]. Имеет недвижимость в Италии[30].
  - Внуки — Анастасия Владимировна (27 сентября 1991 года) и Михаил Владимирович (14 мая 1995 года)[25].

## Книги
- 2007 год — книга мемуаров «Точка возврата». ISBN 978-5-86793-542-9

## Награды
- Орден «За заслуги перед Отечеством» III степени (30 марта 2006) — за большой вклад в развитие театрального искусства и многолетнюю творческую деятельность[31]
- Орден Дружбы (27 ноября 1995) — за заслуги перед государством и многолетнюю плодотворную деятельность в области культуры и искусства[32]
- Благодарность президента Российской Федерации (25 января 2008) — за большие заслуги в развитии отечественного театрального и кинематографического искусства[33]
- Народный артист РСФСР (1978)
- Заслуженный артист РСФСР (1968)
- Российская национальная актёрская премия имени Андрея Миронова «Фигаро» в номинации «За служение театральному Отечеству» (2012)[34]

## Творчество

### Театр
Роли в театре «Современник»
- 1956 — «Вечно живые» В. Розова — Владимир. В 1976 году в одноимённом телевизионном фильме
- 1957 — «В поисках радости» В. Розова — Николай
- 1958 — «Никто» Э. Де Филиппо — Джузеппе
- 1959 — «Два цвета» А. Зака, И. Кузнецова — Шурик Горяев
- 1960 — «Голый король» Е. Шварца — Первый министр
- 1961 — «Четвёртый» К. Симонова — Дик
- 1962 — «По московскому времени» Л. Зорина — Звавич
- 1962 — «Пятая колонна» Э. Хемингуэя — Макс
- 1962 — «Старшая сестра» А. Володина — Кирилл
- 1963 — «Без креста!» В. Тендрякова — Казачок
- 1963 — «Назначение» А. Володина — Отец
- 1964 — «Сирано де Бержерак» Э. Ростана — Сирано
- 1965 — «Оглянись во гневе» Д. Осборна — Джимми
- 1966 — «Обыкновенная история» В. Розова (по И. Гончарову) — Поспелов. В 1970 году в одноимённом телевизионном фильме
- 1967 — «Традиционный сбор» В. Розова — Евгений Пухов
- 1967 — «Декабристы» Л. Зорина — Пестель
- 1967 — «Народовольцы» А. Свободина — Провинциал
- 1967 — «Большевики» М. Шатрова — Свердлов
- 1968 — «На дне» М. Горького — Лука. В 1972 году в одноимённом телевизионном фильме
- 1970 — «С вечера до полудня» В. Розова — Ким
- 1971 — «Свой остров» Р. Каугвера — Рийпс. В этом же году в одноимённом телевизионном фильме
- 1972 — «Как брат брату» Д. Рейби — Дэвид
- 1973 — «Восхождение на Фудзияму» Ч. Айтматова и К. Мухаметжанова — Мамбет
- 1973 — «Балалайкин и К°» М. Салтыкова-Щедрина — Рассказчик. В этом же году в одноимённом телевизионном фильме
- 1976 — «Вишнёвый сад» А. П. Чехова — Гаев
- 1977 — «Фантазии Фарятьева» А. Соколовой — Фарятьев
- 1977 — «Обратная связь» А. Гельмана — Окунев
- 1979 — «Доктор Стокман» Г. Ибсена — Стокман
- 1980 — «Спешите делать добро» М. Рощина — Мякишев. В 1982 году в одноимённом телевизионном фильме
- 1980 — «Вечно живые» В. Розова — Бороздин (ввод)
- 1981 — «Кабала святош» М. Булгакова — Мольер
- 1982 — «Три сестры» А. П. Чехова — Чебутыкин
- 1984 — «Дни Турбиных» М. Булгакова — Алексей
- 1985 — «Большевики» М. Шатрова (возобновление) — Свердлов . В 1987 году в одноимённом телевизионном фильме
- 1986 — «Близнец» М. Рощина — Дед Анисим
- 1987 — «Случай в Виши» А. Миллера — Доктор Ледюк
- 1988 — «Мелкий бес» Ф. Сологуба — Передонов
- 1989 — «Крутой маршрут» Е. Гинзбург — Доктор
- 1991 — «Вторая глава» Н. Саймона — Джордж
- 1992 — «Трудные люди» Й. Бар-Йосефа — Саймон. В том же году в одноимённом телевизионном фильме
- 1993 — «Титул» А. Галина — Пьетро
- 1995 — «Виндзорские насмешницы» У. Шекспира — Фальстаф
- 1996 — «Карамазовы и ад» Н. Климонтовича — папаша Карамазов. В том же году в одноимённом телевизионном фильме
- 1996 — «Вишнёвый сад» А. Чехова (возобновление) — Гаев. В 2006 году также в одноимённом телевизионном фильме
- 2000 — «Играем… Шиллера!» (сценическая версия трагедии Ф. Шиллера «Мария Стюарт» — Лестер)
- 2001 — «Балалайкин и К°» М. Салтыков-Щедрина (возобновление) — Рассказчик
- 2004 — «Бесы» Ф. М. Достоевского — Степан Трофимович Верховенский
- 2005 — «Полёт чёрной ласточки, или Эпизоды истории под углом 40 градусов» П. Хотяновского, И. Гаручавы — Иосиф Сталин. В 2006 году в одноимённом телевизионном фильме

### Работа на радио
- 1970—1986 — Цикл поэтических передач
- 1972 — Остров сокровищ (Капитан Смоллетт)
- 1981 — Антуан де Сент-Экзюпери «Планета Людей» — радиозапись романа
- 1987—1988 — М. Булгаков «Белая гвардия» — радиозапись романа
- 1989—1990 — Б. Пастернак «Доктор Живаго» — радиозапись романа

### Фильмография
- 1961 — Сержант Фетисов — Тавризян (дебют в кино)
- 1961 — В трудный час — боец Сеня
- 1965 — Похождения зубного врача — Мережковский
- 1966 — Не самый удачный день — Лёва
- 1966 — Год как жизнь — Карл Маркс. По отзыву самого И. Кваши: «Маркса я играл с интересом…»[35]
- 1966 — Строится мост — Игорь Владимирович Савельев, главный инженер мостоотряда
- 1967 — Они живут рядом — Игорь Калитин
- 1967—1969 — Штрихи к портрету В. И. Ленина — Яков Свердлов
- 1968 — Любить — Игорь
- 1969 — Сюжет для небольшого рассказа (Un grand amour de Tchekov (фр.))
- 1970 — Украденный поезд — Болгарский министр (эпизод; в титрах нет)
- 1971 — Достояние республики — Лагутин, атаман
- 1972 — Преждевременный человек — Яков Богомолов
- 1974 — Жребий — Валентин Егорович Кротов, хоккеист
- 1974 — Аптека «Голубые шары» (телевизионный фильм) — Лекарь Аптекарь
- 1975 — Бегство мистера Мак-Кинли — директор фирмы SB-Salvatory
- 1975 — Соломенная шляпка — лейтенант Эмиль Тавернье
- 1975 — Одной жизни мало — Ящиков
- 1976 — Повесть о неизвестном актёре — Виктор Ильич Верещагин, редактор и писатель
- 1976 — Просто Саша — Вячеслав Алексеевич, хирург
- 1976 — Принцесса на горошине — Тролль
- 1977 — Перед экзаменом — Иван
- 1977 — Чао! (телевизионный фильм) — Жером Куфисель, глава фирмы
- 1978 — Степь — Соломон
- 1978 — Дачный домик для одной семьи — Эльдар
- 1979 — Тот самый Мюнхгаузен — бургомистр
- 1979 — Сыщик — Вячеслав Константинович Климов, полковник милиции из областного УВД
- 1980 — Ты должен жить — Саша, лётчик, полковник
- 1980 — Нора (телевизионный фильм) — Крогстад
- 1981 — Шляпа — Савицкий (Савва)
- 1982 — Родился я в Сибири — Абрамов
- 1983 — Утро без отметок — Аркадий Борисович, доктор
- 1984 — Сказки старого волшебника — старый принц
- 1985 — Утро обречённого прииска — Бутлицкий, золотопромышленник
- 1986 — Вера — Кулагин, жандармский полковник
- 1986 — Ваша дочь, Александра (телевизионный фильм) — Михаил Олегович
- 1987 — Клуб женщин — Сергей Савельевич
- 1987 — Акселератка — Филимон
- 1987 — Человек с бульвара Капуцинов — пастор
- 1988 — Тайный советник — Саша
- 1989 — А был ли Каротин? — Микитов-Разумник, кинорежиссёр
- 1989 — Юбилейное танго (телевизионный фильм) — юбиляр
- 1990 — Ребро Адама — Александр Наумович Гольдберг, 2-й муж Нины Елизаровны, отец Насти
- 1990 — Живая мишень — Глебов, генерал милиции
- 1990 — Паспорт — главный раввин московской синагоги
- 1991 — Хищники — Геннадий Писецкий, музыкант по кличке «Флейта»
- 1992 — Сердца трёх — верховный жрец Солнца
- 1993 — Бездна, круг седьмой — отец Ольги
- 1993 — Сердца трёх-2 — Верховный жрец
- 1994 — Весёленькая поездка — Андрей
- 1994 — Мастер и Маргарита — профессор Стравинский
- 1995 — Дом — Фёдор Челкаш
- 1995 — Под знаком Скорпиона — Сталин
- 1996 — Возвращение «Броненосца» — Микитов-Разумник
- 1998 — Ле Хаим
- 2001 — Сыщики (серия «Исчезнувший Адонис») — Возрожденцев, скульптор
- 2002 — Превращение — отец
- 2002 — Марш Турецкого 3 — Алексей Семёнович Иванов, заместитель главы Центробанка
- 2003 — Другая женщина, другой мужчина… — Борис, провинциальный аптекарь
- 2003 — Остров без любви — Семён Зайцер (фильм 2 «Часы»), настройщик (фильм 4 «Вас буду ждать я…)»
- 2003 — Свидание (телевизионный фильм)
- 2003 — Третий вариант — Шабашов, старый актёр
- 2004 — Московская сага
- 2005 — В круге первом — Сталин
- 2005 — Ленинградец — Леонид Львович
- 2006 — Дом-фантом в приданое — Красин
- 2007 — Карнавальная ночь 2, или 50 лет спустя — игрок на ложках
- 2007 — Хранить вечно — Сталин
- 2008 — Список Киселёва (озвучивание)
- 2008 — Современница (документальный)
- 2012 — Белая гвардия — текст от автора
- 2012 — Глаз божий (документальный) — Илья Эренбург
- 2012 — Ку! Кин-дза-дза — карусельщик Ык (озвучка)